# Raymond Harrison
Raymond Alan Harrison  (ur. 4 sierpnia 1929 w Northolt w Londynie, zm. w 2000) – brytyjski szpadzista, srebrny medalista olimpijski i brązowy medalista mistrzostw świata.
Na igrzyskach olimpijskich w Helsinkach w 1952 roku w zawodach drużynowych Brytyjczycy odpadli w ćwierćfinałach. Brał też udział w igrzyskach olimpijskich w Rzymie w 1960 roku, gdzie reprezentacja Wielkiej Brytanii w składzie: Bill Hoskyns, John Pelling, Michael Howard, Allan Jay, Raymond Harrison i Michael Alexander zdobyła srebrny medal w szpadzie drużynowej. Indywidualnie tym razem nie startował.
Podczas mistrzostw świata w Paryżu w 1957 roku wspólnie z Michaelem Howardem, Billem Hoskynsem, Allanem Jayem, Johnem Pellingiem i Ralphem Sproul-Boltonem zdobył brązowy medal w szpadzie drużynowej.
W 1955 roku zdobył mistrzostwo Wielkiej Brytanii.
Służył w Royal Air Force w stopniu kapitana (Flight Lieutenant).